# Étienne Bugnion
Étienne Charles Bugnion (Losanna, 23 luglio 1878 ... – ...; fl. XIX-XX secolo) è stato un calciatore svizzero.

## Carriera
Bugnion è uno dei sette giovanissimi che nell'autunno del 1896, a Losanna, nell'abitazione di uno dei ragazzi al civico 15 di via Fleurettes, fondò il club svizzero del Montriond Lausanne, l'odierno Losanna.
Lasciato il club svizzero, si trasferì a Genova, per giocare con il Genoa. Con la società genovese, vinse due scudetti.
Il suo esordio in rossoblù avvenne il 13 aprile 1903, nella finale di campionato contro la Juventus, che terminò tre a zero per i genovesi.
È ricordato per il gol nella finale nel 1904 contro la Juventus, dove riuscì, complice il vento favorevole, a segnare direttamente da metà campo.
Con i rossoblù rimase sino al 1906, stagione in cui assunse il ruolo di capitano.

## Palmarès

### Club

#### Competizioni nazionali
- Campionato italiano: 2

Genoa: 1903, 1904